# Лисијанаса
Лисијанаса је у грчкој митологији било име више личности.

## Митологија
1. Хесиод у теогонији помиње Лисијанасу као једну од Нереида.[1]
2. Епафова кћерка, која је са Посејдоном имала сина Бусирида.[2][3]
3. Кћерка сикионског краља Полиба и Талајева супруга.[4]
4. Кћерка тројанског краља Пријама.[5]